# آرامگاه دلوئی
مقبره دلوئی مربوط به دوره قاجار است و در شهرستان گناباد، کنار جاده قائن به تربت حیدریه واقع شده و این اثر در تاریخ ۱۹ اسفند ۱۳۸۰ با شمارهٔ ثبت ۴۹۰۴ به‌عنوان یکی از آثار ملی ایران به ثبت رسیده است.